# Diego de Contreras y Pamo
Diego de Contreras y Pamo, también conocido como Diego Pamo de Contreras, fue un noble castellano del siglo XVII, figura clave en el linaje de los Contreras y en la defensa de los mayorazgos familiares. Su participación activa en pleitos legales relacionados con el patrimonio subraya la importancia que la aristocracia de la época otorgaba a la preservación de sus bienes y estatus.

## Participación en Pleitos de Mayorazgo
Diego de Contreras y Pamo estuvo involucrado en varios litigios a lo largo del siglo XVII, especialmente aquellos concernientes a la indivisibilidad de los mayorazgos, siendo usados a menudo para asegurar la continuidad del patrimonio.
Uno de los ejemplos más destacados es un pleito de 1611 en el que se vio enfrentado a Gil Antonio del Águila donde se discutían las cláusulas establecidas para mantener los bienes de un mayorazgo "indivisibles y nunca puedan ser partidos", refiriéndose específicamente al fundado en 1443 por Diego González de Contreras. 
Además, diversos documentos lo mencionan en otros juicios relacionados con la posesión de bienes entre la nobleza. En particular, su implicación en asuntos ligados a los bienes de Rodrigo Vázquez de Arce, junto a otros caballeros, probablemente alrededor de 1649, refuerza su rol activo en la defensa legal de sus patrimonios. Su participación en estos litigios era una práctica común entre la aristocracia para preservar la integridad de sus mayorazgos y asegurar su herencia.
Diego de Contreras y Pamo fue un eslabón fundamental en la cadena de transmisión de títulos y propiedades de la familia Contreras ya que formó parte de la rama que garantizó la continuidad de los patrimonios y cargos hereditarios.
Fue el padre de Carlos de Contreras Pamo y Frías, quien durante el siglo XVII alcanzó prominencia como Alférez Mayor y Regidor Perpetuo de Ávila, y fue Señor de Collado de Contreras. De este modo, Diego aseguró la base para que su hijo Carlos y su nieto Gerónimo Manuel de Contreras Pamo y Frías, pudieran administrar y mantener exitosamente los señoríos y títulos familiares. 